# Ivan Bohuš
Ivan Bohuš (ur. 27 listopada 1924 w Dechtárach, zm. 11 sierpnia 2018) – słowacki historyk regionalny, muzeolog i publicysta, pracownik naukowy słowackiego Tatrzańskiego Parku Narodowego, specjalizujący się w dziejach Tatr i Podtatrza.
W latach 1949–1957 był dyrektorem Muzeum Tatrzańskiego w Popradzie. W 1957 r. założył Muzeum TANAP-u w Tatrzańskiej Łomnicy i był jego kierownikiem do 1967 r. W 1950 r. zainicjował utworzenie Tatrzańskiego Pogotowia Górskiego (Tatranská horská služba).
Zajmował się historią taternictwa, turystyki tatrzańskiej, ratownictwa i przewodnictwa górskiego. W tym zakresie napisał m.in. studium Historický vývoj Vysokých Tatier (1972) oraz dwie książki: Osudy Tatier (1976) i (wspólnie z Ivanem Houdkiem) Osudy tatranských osad (1982). Opracował słownik biograficzny Kto bol kto vo Vysokých Tatrách, opisał historię ochrony przyrody w Tatrach Słowackich (trzy części wydane w latach 1959, 1963 i 1972) oraz wydał książkę o nazewnictwie tatrzańskim Od A po Z o názvoch Vysokých Tatier. Napisał również popularnonaukowe pozycje Potulky po Tatrách (1962), Na každom kroku kameň (1966), Krásy Tatier (1969), Tatranský kaleidoskop (1977).
Do 2010 r. opublikował ok. 2300 artykułów i większych opracowań w słowackich, czeskich i polskich periodykach naukowych, czasopismach popularnonaukowych i w prasie codziennej. Brał udział w opracowaniach przewodników turystycznych i przygotował część tekstową do kilku albumowych publikacji o Tatrach Wysokich.